# Jeruzsálemi ortodox egyház
A jeruzsálemi görög ortodox egyház (görög: Πατριαρχεῖον Ἱεροσολύμων, Patriarcheîon Hierosolýmōn) autokefál egyház az ortodox kereszténységen belül. Az öt eredeti pátriárhátus egyikének utóda, ősi alapítású keresztény egyház. A hagyomány alapján az apostolok alapították pünkösd napján.
Az egyház központja Jeruzsálem, melynek joghatósága kiterjed Izrael, Palesztina, Jordánia és a Sínai-félsziget területére.
Mind a mai napig a szent helyek őrzője, köztük a betlehemi Születés Temploma és a jeruzsálemi Szent Sír Temploma.
Tagságát 150-500 ezer fő köztire becsülik, akik nagyrészt palesztinok és jordániai születésűek, de az egyháznak számottevő orosz, román és grúziai eredetű tagja is van.
Az utóbbi időkben konfliktusok voltak a többnyire arab nyelvű hívők és a görög nyelvű főpapság között. Irenaiosz pátriárkát 2005-ben korrupciós vádakkal tisztségéből elmozdították. Azóta III. Teofil  pátriárka az egyház legfőbb méltóságának viselője.